# جک کرکلند
جک کرکلند (انگلیسی: Jack Kirkland؛ ‏ ۲۵ ژوئیه ۱۹۰۲ – ۲۲ فوریهٔ ۱۹۶۹) یک نمایش‌نامه‌نویس، تهیه‌کننده، کاگردان، فیلم‌نامه‌نویس اهل ایالات متحده آمریکا بود..

## کتابشناسی
- جاده تنباکو (نمایش)